# Comunidad nativa El Pilar
El Pilar es una comunidad nativa que congrega diferentes pueblos indígenas: Ese Eja, Harakbut, Matsigenka y Shipibo-Konibo, ubicada en el distrito de Tambopata, provincia de Tambopata , departamento de Madre de Dios.Esta comunidad cuenta con resolución de reconocimiento R.D 043-84-AG-RA-XXIV-MD y resolución de titulación R.M. Nº 00433-86-AG/DGRA-AR.

## Extensión, población y lengua
La comunidad cuenta con una extensión de 32 km cuadrados  y una población de 847 habitantes. Esta comunidad es de la lengua Arawak, Harakbut y Pano.

## Educación y salud
Esta comunidad cuenta con una entidad educativa de nivel primaria y un centro de salud 

## Conservación del territorio y minería ilegal
En esta comunidad cohabitan tres etnias: matsiguenka, shipiba y ese eja. En la actualidad muchos de sus integrantes han migrado como resultado de las actividades de la minería ilegal en su territorio lo que ha traído también como consecuencia la perdida de sus costumbres y tradiciones 